# 한국커피전문가협회
한국커피전문가협회는 커피 식품 산업의 발전을 위한 연구 및 조사, 커피 산학협력, 커피전문가의 상호교류, 커피전문가 양성, 커피 교육의 표준교육과정 개발 및 국제교류 등을 통하여 국내 커피 식품산업의 저변 확대와 발전을 촉진시키고, 한국 커피 식문화 향상에 기여하기 위하여  2011년 2월 16일 설립허가된 사단법인이다.. 사무실은 서울특별시 용산구 원효로 4가 19 정영빌딩 501호에 있다. 대표자는 '장상문'이다.